# Hamilton Hume
Hamilton Hume (Seven Hills, Nova Gal·les del Sud, 10 de juny de 1797 – Yass, 19 d'abril de 1873) va ser un explorador australià. Fou un dels pioners de l'exploració a Austràlia visitant les zones dels estats actuals de Nova Gal·les del Sud i Victòria. El 1824, juntament amb William Hovell, va participar en una expedició que va prendre per primera vegada una ruta terrestre des de Sydney fins a Port Phillip, a prop del lloc de l'actual Melbourne. El 1828, junt a Charles Sturt,va formar part d'una expedició d'europeus que trobaren el riu Darling.

## Primers anys
Hume va néixer el 19 de juny de 1797 a Seven Hills , prop de Parramatta, un assentament proper a Sydney. Era el fill gran d'Andrew Hamilton Hume i de la seva dona, Elizabeth, de soltera Kennedy. Andrew Hume fou nomenat comissari general per a Nova Gal·les del Sud, i va arribar a la colònia el 1797. Hamilton Hume va rebre la major part de la seva educació de la seva mare.

## Exploracions

### Exploració primerenca
Quan Hume només tenia 17 anys va començar a explorar el país més enllà de Sydney amb el seu germà petit, John, i un nen aborigen. Arrobaren al sud-oest de Berrima. El 1817 va fer un viatge amb James Meehan, el topògraf general adjunt, i Charles Throsby, durant el qual es van visitar el llac Bathurst i les planes de Goulburn. Posteriorment, el 1818, va anar amb John Oxley i Meehan fins a la badia de Jervis.
El 1822 va viatjar amb Alexander Berry per la costa sud de Nova Gal·les del Sud. Va viatjar al sud fins al riu Clyde i cap a l'interior gairebé fins a Braidwood. Berry es va establir-se al Shoalhaven i el juny de 1822 va deixar Hume i un grup de convictes per fer un canal de 209 iardes entre el riu Shoalhaven i el riu Crookhaven per permetre el pas de vaixells. Aquest canal va ser el primer canal navegable d'Austràlia, i l'obra es va completar en 12 dies.

### Expedició Hume i Hovell
El 1824 es va reunir amb el governador Brisbane per tractar sobre una expedició al golf de Spencer. Brisbane també es va reunir amb William Hovell pel mateix assumpte, però es desconeix amb qui dels dos negocià en primer lloc. En qualsevol cas, l'esperat finançament governamental de l'expedició no es va arribar, de manera que finalment ambdós van decidir fer el viatge sota el seu patrocini, llevat d'algunes motxilles, armes, roba i mantes, que eren subministrades a les botigues del govern.
Cadascun dels exploradors va aportar tres criats i en total hi havia cinc bous, tres cavalls i dos carros. Gran part del viatge va ser per un país de muntanya difícil, i el grup va haver de creuar els rius Murrumbidgee, Murray, Mitta Mitta, Ovens i Goulburn. Hovell havia nomenat al riu Murray en honor a Hume durant el viatge, però Charles Sturt el modificà al seu nom actual el 1830.
Quatre dies després de creuar el Goulburn van arribar a un país infranquejable. El grup va passar tres dies intentant creuar la Great Dividing Range a Mt Disappointment, però fou en va. Hume va canviar de direcció cap a l'oest i el 12 de desembre va arribar a terres més baixes, al futur municipi de Broadford, on van acampar. Hume es va dirigir cap a les muntanyes baixes del sud i l'endemà va trobar un pas en aquesta direcció. Va creuar la Great Dividing Range pel Hume's Pass i Wandong i el 16 de desembre de 1824 va arribar a badia de Port Phillip.
El grup va tornar cap a Nova Gal·les del Sud el 18 de desembre. Hume va optar per viatjar més cap a l'oest per evitar el país muntanyós i estalviar un temps considerable. El 16 de gener de 1825, just quan se'ls va acabar la farina, van arribar als carros que havien deixat enrere, i dos dies després a la seguretat de l'estació de Hume, a Gunning.
Hume i Hovell van rebre cadascun concessions de 1.200 acres de terra, una recompensa inadequada pels descobriments de gran importància fets per una expedició que, pràcticament es va pagar les seves pròpies despeses. Aquesta expedició va ser la primera a descobrir una ruta terrestre des del sud de Nova Gal·les del Sud fins a Port Phillip , a les costes de la qual es va fundar Melbourne.

### Blue Mountains i Lithgow Valley
El 1827, acompanyat pel tinent George M.C. Bowen, aleshores ajudant d'agrimensura, Hume va explorar la part occidental de les Muntanyes Blaves i va trobar tres passos que evitaven la costeruda ruta del Mont York. Durant aquest període, va batejar la Vall de Lithgow en honor a William Lithgow, en aquells moments Auditor General de Nova Gal·les del Sud.

### Exploració del riu Darling
El novembre de 1828 Hume i Charles Sturt van viatjar a l'oest de Nova Gal·les del Sud, on van trobar el riu Darling, el principal afluent del riu Murray. Hume va contactar amb alguns aborígens que van actuar com a guies. A Sturt li hauria agradat que Hume l'acompanyés en una nova expedició que va començar a finals de 1829, però Hume tenia una collita per recollir. Aquesta fou la darrera feina com a explorador i va passar la resta de la seva vida com a pastor.

## Honors
La Hume Highway, la principal carretera entre Sydney i Melbourne, la presa de Hume i el llac Hume reben el nom en honor seu. Hume i Hovell també van ser recordats amb la impressió dels seus retrats al bitllet d'una lliura australiana entre 1953 i 1966.